# Mufarrije ibne Daguefal ibne Aljarrá
Mufarrije ibne Daguefal ibne Aljarrá Altai (Mufarrij ibn Daghfal ibn al-Jarrah al-Tayyi; fl. 977–1013), em algumas fontes erroneamente citado como Daguefal ibne Mufarrije, foi emir da família jarráida e líder da tribo taita. Esteve envolvido em repetidas rebeliões contra o Califado Fatímida, que controlava o sul da Síria à época. Embora tenha sido derrotado várias vezes e forçado ao exílio, nos anos 990 conseguiu estabelecer a si mesmo e sua tribo como os mestres autônomos de fato de grande parte da Palestina ao redor de Ramla (o distrito de Junde de Filastine) com aquiescência fatímida. Em 1011, outra rebelião contra a autoridade fatímida foi mais bem-sucedida e um Estado beduíno jarráida, de vida curta, foi criado em torno de Ramla. Mufarrije até proclamou o álida Abul Futu Haçane ibne Jafar como anti-califa contra Aláqueme Biamir Alá (r. 996–1021). Sua independência sobreviveu até 1013, quando os fatímidas lançaram seu contra-ataque. Com sua vontade de resistir enfraquecida por subornos fatímidas, foram rapidamente vencidos. Mufarrije morreu, quiçá envenenado, e seus filhos rapidamente chegaram a um acordo com os fatímidas. Entre eles, Haçane teve sucesso na posição de seu pai e se tornou um ator importante na política da região nas décadas seguintes.

## Vida

### Primeiros anos e carreira

Bilade Xame no século IX

Mufarrije era filho de Daguefal ibne Aljarrá, um membro dos taitas e o primeiro da família jarráida a se destacar como aliado dos carmatas em suas guerras com o Califado Fatímida no início dos anos 970. Durante esse período, os jarráidas emergiram para liderar a oposição dos taitas às primeiras tentativas dos fatímidas, que haviam acabado de capturar o Egito, de impor seu controle sobre a Palestina. Mufarrije aparece pela primeira vez após a Batalha de Ramla, em 977, onde o governante turco de Damasco, Alpetequim, foi derrotado pelas forças do califa Alaziz (r. 975–996). Alpetequim fugiu do campo e quase morreu de sede no deserto, até que foi encontrado por Mufarrije, que era seu amigo. Mufarrije resgatou-o e o levou para sua casa, mas enquanto seu convidado descansava, foi para Alaziz e o traiu em troca dos 100 000 dinares de ouro que o califa havia prometido como recompensa por sua captura.
Mufarrije aparece depois em 979, quando o emir hamadânida Abu Taglibe chegou à Palestina fugindo da conquista dos buídas de seus domínios na Mesopotâmia Superior (Jazira) e se envolveu nas complexas lutas de poder entre o governo fatímida e as elites locais. Abu Taglibe, com seus seguidores, estabeleceu-se nas colinas de Golã e procurou obter o reconhecimento dos fatímidas como governador de Damasco, mas o general rebelde Alcassã, que ocupava-a, o repeliu. Sob ataque de damascenos e membros de sua família abandonando-o, Abu Taglibe mudou-se ao sul, à região do lago Tiberíades. Na esperança de semear desunião entre as tribos árabes e enfraquecer seu poder em benefício dos fatímidas, o general local fatímida Alfadle ibne Sale prometeu Ramla a Abu Taglibe, embora já tivesse entregado a Mufarrije um documento de Alaziz que a cedia aos jarráidas. Quando Abu Taglibe, seguindo pelos rivais de Mufarrije, os ucailidas, atacou Ramla, Mufarrije pediu ajuda a Alfadle. Alfadle concordou e na batalha que se seguiu em 29 de agosto, Abu Taglibe foi derrotado e capturado por Mufarrije. Depois de desfilá-lo por Ramla amarrado num camelo, matou seu prisioneiro com as próprias mãos para impedir que fosse usado pelos fatímidas contra ele no futuro. O episódio cimentou seu controle sobre Ramla e marcou sua ascensão e de sua tribo a uma posição poderosa nos assuntos locais. Com seus rivais derrotados, os taitas agora se tornaram "o maior poder beduíno da região", segundo Hugh Kennedy, e um incômodo contínuo aos fatímidas, uma vez que, apesar de reconhecerem a autoridade fatímida, na prática Mufarrije e seus seguidores agiam como agentes independentes.

### Rebelião contra os fatímidas e exílio

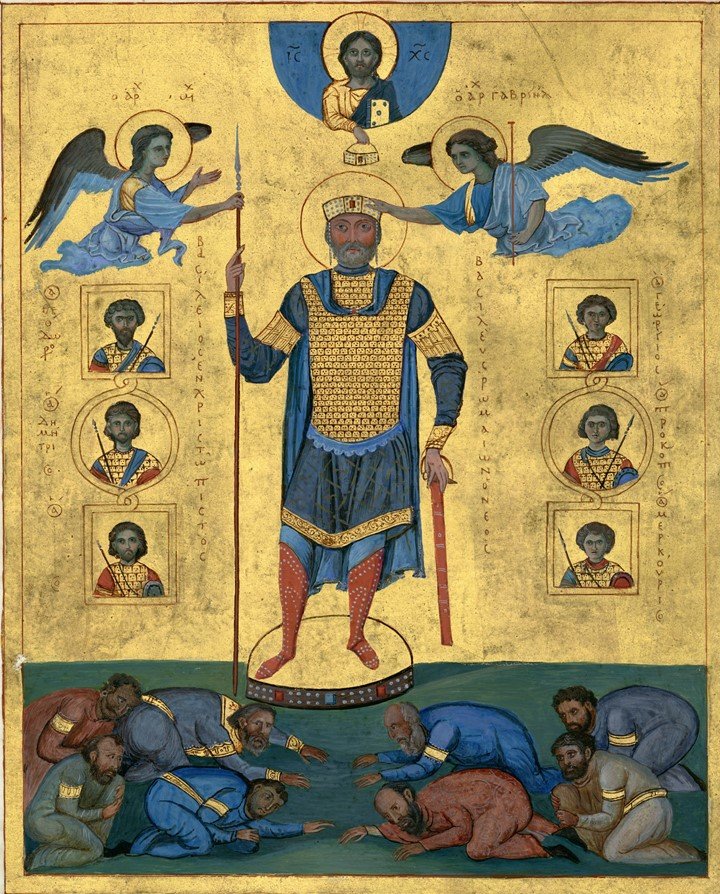
Pintura do imperador

O acordo entre Mufarrije e Alfadle logo acabou, e o general fatímida se voltou contra os jarráidas, mas por meios diplomáticos, Mufarrije conseguiu que Alaziz ordenasse que seu general interrompesse os ataques contra ele. Contudo, Mufarrije e seus homens seguiram isso com ataques destrutivos pela Palestina em 980. Em 7 de julho de 981, enquanto o exército fatímida estava envolvido no cerco a Alcassã em Damasco, Mufarrije se rebelou abertamente contra os fatímidas, e foi acompanhado por Bixara, governador de Tiberíades, que se juntou aos beduínos junto com muitos de seus homens, principalmente ex-soldados hamadânidas. Os fatímidas responderam despachando outro exército, chefiado por Raxique Alazizi, que rapidamente derrotou os jarráidas. Os últimos fugiram para o sul, para o Hejaz, onde atacaram uma caravana de peregrinos do Haje que retornavam de Meca em junho de 982, antes de, por sua vez, destruir um exército fatímida perseguidor sob Mufli Aluabani em Aila.
Após esse sucesso, Mufarrije e seus homens retornaram à Palestina, onde enfrentaram Raxique, mas foram novamente derrotados e obrigados a fugir pelo deserto para Homs, onde Baquejur, o governador local em nome do emir hamadânida de Alepo, Sade Adaulá, os acolheu e atendeu, provavelmente no inverno de 982. Apesar dessa hospitalidade, os taitas agora estavam para o norte e procuraram entrar ao serviço do Império Bizantino. O imperador Basílio II (r. 976–1025) aceitou o pedido e, alguns meses depois, no outono de 983, os taitas lutaram ao lado dos bizantinos sob o duque de Antioquia, Bardas Focas, quando foi libertar Alepo de um ataque de Baquejur, que se rebelara contra Sade Adaulá.
Logo depois, Mufarrije aparentemente obteve um perdão (amã) para si e para seus seguidores de Alaziz, embora quando retornou aos domínios fatímidas no final de 983 ou no início de 984, se aliou a Baquejur, que agora era governador fatímida de Damasco, contra o vizir fatímida ibne Quilis. No final, em 988, ibne Quilis convenceu Alaziz a expulsar Baquejur, e um exército foi enviado contra os aliados. O comandante fatímida Munis tomou Ramla, mas os jarráidas se retiraram para o norte, em direção a Damasco. Munis recrutou as outras tribos árabes, rivais dos taitas, em suas fileiras, e numa batalha em Daria, perto de Damasco, suas forças derrotaram as tropas de Baquejur e Mufarrije. Isso forçou Baquejur a abandonar seu cargo em 29 de outubro e a recuar com seus seguidores para o norte, para Raca, no Eufrates. Mufarrije e seus homens seguiram Baquejur, e em 989 são registrados como atacando outra caravana do Haje no norte da Arábia.

### Retorno à Palestina
"Ó Comandante dos Fiéis, mantenha a paz com os bizantinos enquanto mantiverem a paz com você. Fique satisfeito se os hamadânidas [de Alepo] o reconhecerem na casa da moeda e na oração [de sexta-feira]. Não poupe Mufarrije ibne Daguefal ibne Aljarrá , [no entanto], se você se apossar dele. "

Conselho de Iacube ibne Quilis a Alaziz em seu leito de morte.
Foi somente após a morte de ibne Quilis, em 991, que Mufarrije pôde retornar à Palestina. Ibne Quilis permaneceu implacavelmente contra Mufarrije, a quem considerava um indivíduo perigoso: mesmo no leito de morte, o vizir pediu a Alaziz que Mufarrije fosse executado caso caísse nas mãos dos fatímidas, mas, no caso, o califa deu ao jarráida um perdão total. Em 992, Alaziz convidou Mufarrije para participar da campanha contra Alepo sob o general turco Manjutequim, mas não está claro se Mufarrije lutou nesta ou nas campanhas subsequentes, pois não é mencionado novamente até 996.
Alaziz morreu em outubro de 996 e foi sucedido por seu filho menor de idade, Aláqueme, quando uma feroz luta entre facções eclodiu entre as tropas turcas, lideradas por Manjutequim, por um lado, e os berberes cutamas, que sob Haçane ibne Amar se mudaram para assumir o controle do governo do califado. Mufarrije ficou do lado de Manjutequim e lutou ao seu lado na batalha fora de Ascalão, mas o general berbere Solimão ibne Jafar ibne Falá foi vitorioso. Mufarrije, no entanto, conseguiu mais uma vez sair ileso. Como escreve o orientalista Marius Canard, "seguindo suas táticas habituais", "não hesitou em abandonar [Manjutequim] e atravessar para o campo de Solimão", e foi seu filho Ali quem perseguiu e fez Manjutequim prisioneiro.
Em 997, Mufarrije tentou capturar Ramla e devastou as terras vizinhas, mas foi atacado pelo novo governador de Damasco, Jaixe ibne Sansama, e forçado a fugir novamente para as terras de seu companheiros taitas nas montanhas do norte de Hejaz. Lá, Canard diz, "a ponto de ser capturado, participou de uma pequena comédia, enviando as velhas de sua tribo para pedir amã e perdão, que foram concedidos". Em 1005/6, Mufarrije enviou seus filhos Ali, Haçane e Mamude para liderar um exército beduíno para ajudar o exército fatímida enviado a reprimir a rebelião de Abu Ricua. No ano seguinte, no entanto, é novamente encontrado segurando uma das caravanas de peregrino de Bagdá enquanto atravessava o território taita e forçando-as a prestar homenagem a ele.

### Nova revolta e governo autônomo

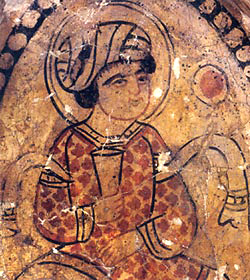
Aláqueme

Em 1011, Abu Alcacim Huceine, filho do executado Alboácem Ali ibne Huceine Almagribi, fugiu à Palestina, onde procurou refúgio no campo de Haçane ibne Mufarrije. Em resposta, Aláqueme encarregou o turco Iaruque de montar um exército para submeter Abu Alcacim e seus protetores jarráidas. Os outros dois filhos de Mufarrije, Mamude e Ali, estavam no Egito na época e, depois de saber dos preparativos do califa, correram para o pai para avisá-lo. Juntos, Abu Alcacim e os jarráidas mais jovens convenceram Mufarrije do perigo representado por Iaruque e da necessidade de enfrentá-lo antes que chegasse a Ramla. Consequentemente, os jarráidas se prepararam para atacar o exército fatímida em Gaza. Iaruque foi informado disso e planejava pegar os emboscadores de surpresa, com 1 000 cavaleiros da guarnição de Ramla atingindo-os na retaguarda, juntamente com suas próprias tropas. Porém, o mensageiro que enviou a Ramla para informar a guarnição foi capturado pelos jarráidas, e Haçane conseguiu emboscar Iaruque e capturar ele e sua família perto de Rafa. Por sugestão de Abu Alcacim, os jarráidas reuniram todos os membros da tribo no Junde de Filastine para se rebelar e os recrutaram para um ataque a Ramla, a capital da província. Ramla caiu e foi pilhada pelos beduínos, aos quais foi oferecida "uma licença geral para espoliar e saquear" (M. Gil).
Ao saber desses eventos, Aláqueme escreveu a Mufarrije e o reprovou, exigindo o retorno seguro de Iaruque ao Egito, ao mesmo tempo em que oferecia a soma de 50 000 dinares se os jarráidas se submetessem novamente. Abu Alcacim, que temia que Mufarrije estivesse inclinado a aceitar, convenceu Haçane a executar Iaruque. Os jarráidas seguiram esse ato aberto de rebelião reconhecendo um anti-califa na pessoa do xerife de Meca álida, Abul Futu Haçane ibne Jafar, em julho de 1012. Abu Alcacim viajou para Meca, onde convenceu Abul Futu a aceitar o papel. Este último, assumindo o título de Arraxide Bilá ("Justo com Deus"), conseguiu ganhar o reconhecimento das cidades sagradas de Meca e Medina e foi para Ramla. Ao chegar lá em setembro, foi recebido com júbilo pelos beduínos e o pregador local leu a oração de sexta-feira em seu nome.
Mufarrije também tentou obter apoio entre os cristãos e, possivelmente, atrair o favor do Império Bizantino, patrocinando obras para restaurar a Igreja do Santo Sepulcro em Jerusalém, que só havia sido demolida recentemente por ordem de Aláqueme, e organizando a renomeação de um patriarca para a sé vacante. Em geral, os jarráidas parecem ter relações estreitas com os cristãos e mantiveram contato com o Império Bizantino, fato que teria um papel em eventos posteriores.
Esse período marcou o apogeu do poder beduíno na Palestina: como escreve o historiador contemporâneo Iáia de Antioquia, todo o interior da terra, "de Farama a Tiberíades", estava sob seu controle, com apenas as cidades costeiras resistindo às tentativas de cerco e moedas foram cunhadas em nome de Abul Futu. Embora, no final, tenha vida curta, esse período de dominação beduína teve um impacto negativo considerável na região. Kennedy observa que "foi marcado pela destruição e desolação de muitas das comunidades assentadas e, como em outras partes do Crescente Fértil nesse período, pela extensão da área controlada pelos nômades às custas das áreas urbanas e agrícolas".
Apesar de seu aparente sucesso, o poder beduíno era frágil, pois os jarráidas se mostraram suscetíveis ao suborno. Aláqueme enviou grandes somas e presentes a Mufarrije e seus filhos, com Haçane em troca devolvendo os netos de Jauar Assiquili, que haviam sido confiados a seus cuidados, para serem executados. Abul Futu começou a pensar melhor, pois os jarráidas cada vez mais o tratavam com desrespeito depois que o dinheiro que havia trazido acabou. Posteriormente, voltou à Meca e se submeteu aos fatímidas. Abu Alcacim também temia uma aproximação dos jarráidas com os fatímidas, e fugiu para o Iraque, onde ascendeu e se tornou vizir dos governantes maruânidas e ucailidas da Jazira. Finalmente, em julho / agosto de 1013, Aláqueme enviou um exército de 24 000 soldados sob Ali ibne Jafar ibne Falá contra os beduínos. Estes foram derrotados em campo e perderam Ramla. Ali e Mamude se renderam e, ao mesmo tempo, Mufarrije morreu, possivelmente envenenado por agentes do califa. Então Haçane também conseguiu um perdão e reteve as terras de seu pai na Palestina. Embora inicialmente leal aos fatímidas, ele também tinha ambições de governar a Palestina como governante autônomo. A partir de 1024, ele lançou uma série de rebeliões, aliadas aos cristãos da Palestina e dos bizantinos. Como seu pai, no entanto, ele não conseguiu alcançar um sucesso efêmero.